# Port Reitz
Pour les articles homonymes, voir Reitz.
Port Reitz est un district de Mombasa au Kenya, situé au nord-ouest de l'île de Mombasa.
Son nom vient du  Lieutenant J. J. Reitz, officier de la Royal Navy qui a été commandant de Mombasa en 1824.
Portz Reitz héberge l'Aéroport international Moi, deuxième aéroport du Kenya après celui de Nairobi.